# Sparasion coeruleum
Sparasion coeruleum är en stekelart som beskrevs av Jean-Jacques Kieffer 1905. Sparasion coeruleum ingår i släktet Sparasion och familjen Scelionidae. Inga underarter finns listade i Catalogue of Life.